# Kaʻala
Kaʻala je nejvyšší hora ostrova Oahu, který je součástí Havajských ostrovů.
Nachází se v pohoří Waiʻanae, v severozápadní části Oahu. Kaʻala je erodovanou štítovou sopkou a dosahuje nadmořské výšky 1231 metrů. V bezprostřední blízkosti vrcholu se nachází kasárny americké armády Schofield Barracks, ke kterým vede silnice z Waialuly.